# Mancuerna

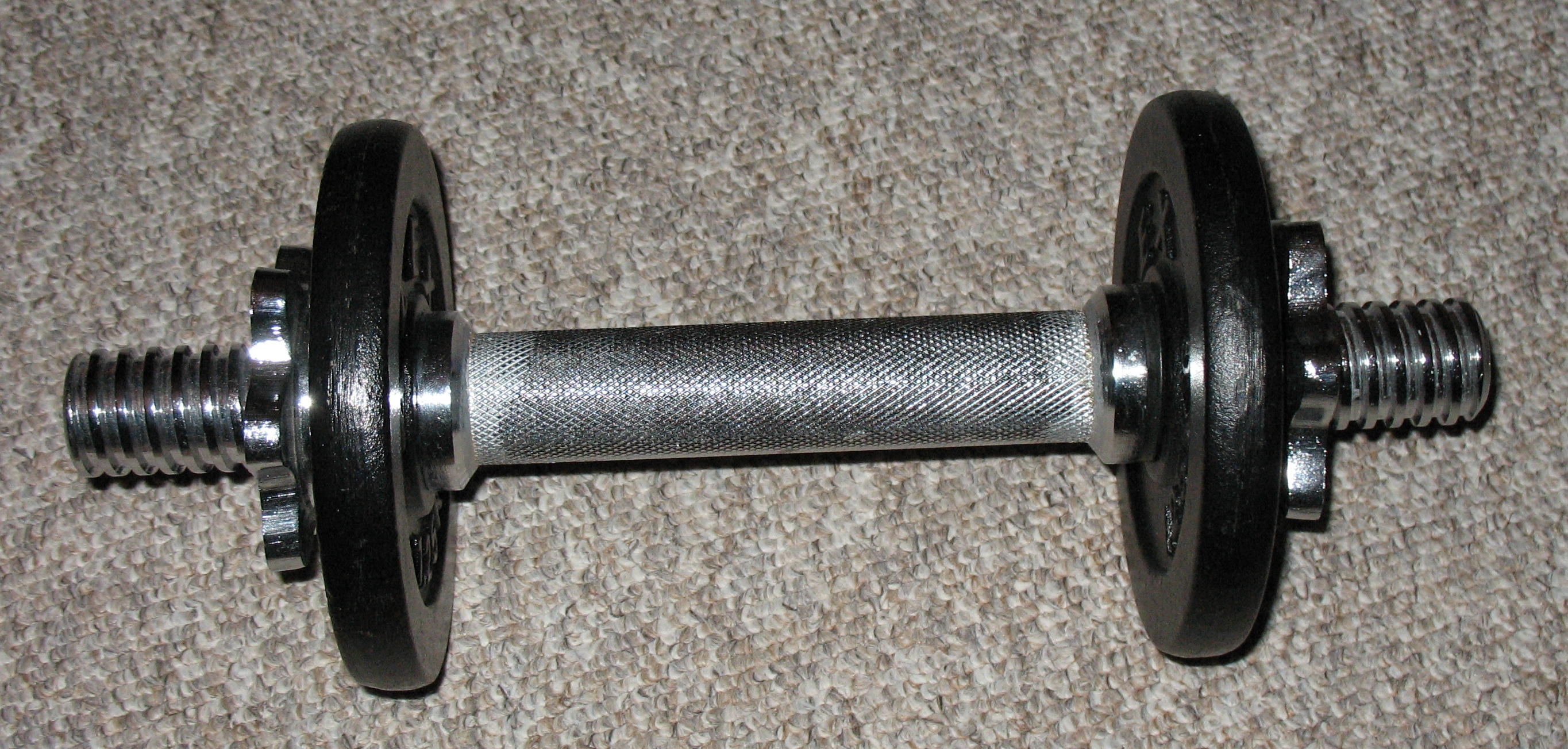
Mancuerna ajustable con tuercas.

Una mancuerna es una pieza de equipamiento utilizada en el entrenamiento con pesas, es un tipo de peso libre. Pueden utilizarse individualmente o por parejas (una en cada mano).

## Tipos
Para principios del siglo XVII ya existía una mancuerna con la familiar forma de dos pesos iguales unidos a un eje.
Hay diferentes tipos de mancuernas, que podemos agrupar en tres grupos diferentes:
- Mancuernas ajustables: Formadas por una barra de metal cuya parte central puede ser rugosa para mejorar el agarre. Las pesas (discos) se encajan en los extremos de la barra y se ajustan con clips o tuercas.

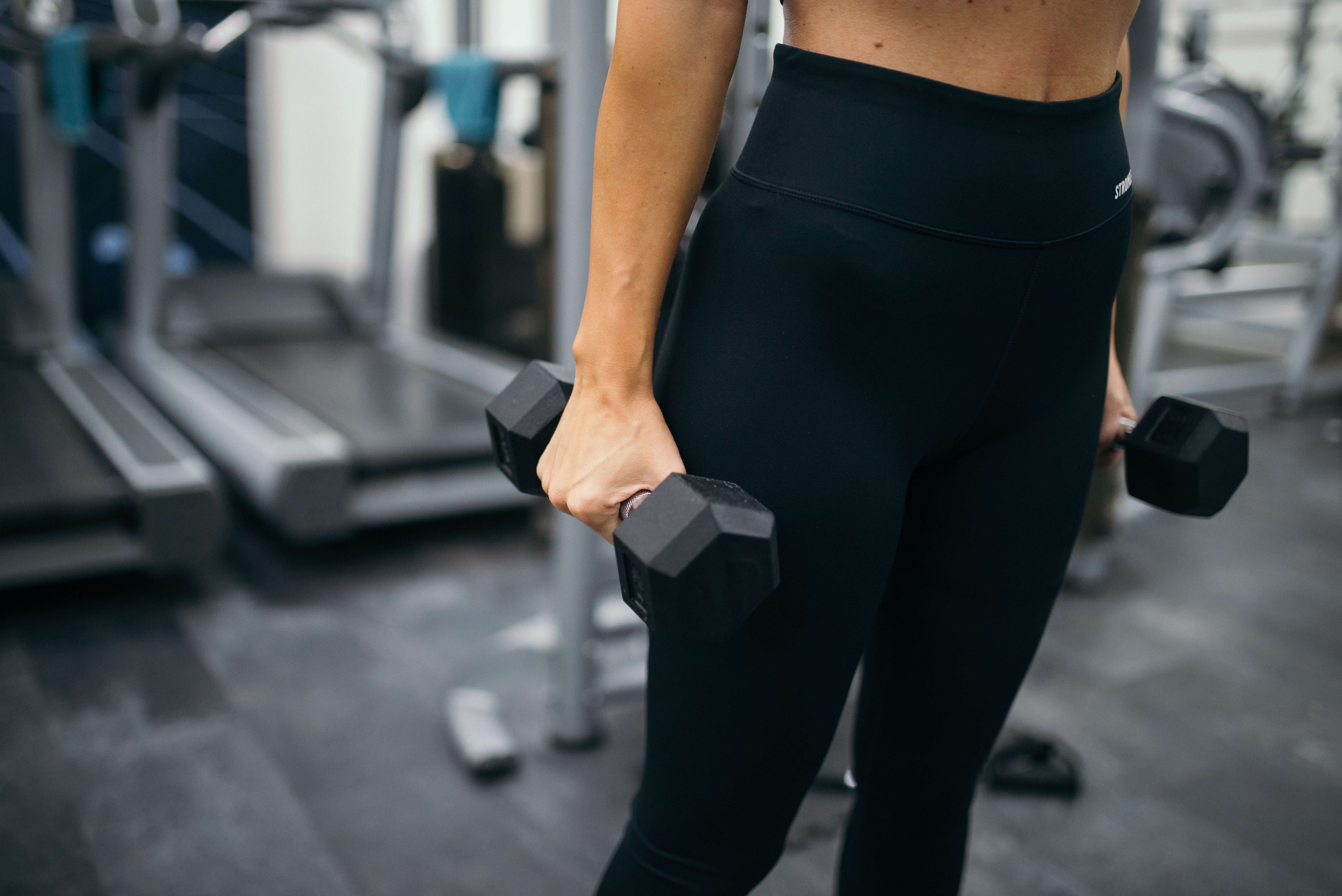
Mujer con dos mancuernas de peso fijo

- Mancuernas de peso fijo: Son pesas creadas con forma de mancuerna. Las más caras se fabrican con acero fundido, a veces recubierto de goma por seguridad. Las de menor precio suelen estar fabricadas en plástico y rellenas de cemento.
- Mancuernas «seleccionables»: Cuyo peso se puede cambiar de manera mecánica mediante un día u otro medio. Esto hace muy sencillo el cambio de peso entre ejercicios.